# Bludov, Kutná Hora
Bludov là một làng thuộc huyện Kutná Hora, vùng Středočeský, Cộng hòa Séc.